# حبیب‌آباد (گوهرکوه)
حبیب‌آباد، روستایی از توابع بخش نوک‌آباد شهرستان تفتان در استان سیستان و بلوچستان ایران است.

## جمعیت
این روستا در دهستان گوهرکوه قرار دارد و براساس سرشماری مرکز آمار ایران در سال ۱۳۹۵، جمعیت آن ۱۲۸ نفر (۴۸ خانوار) بوده‌است.